# Gamaches-en-Vexin
Gamaches-en-Vexin és un municipi francès situat al departament de l'Eure i a la regió de Normandia. L'any 2007 tenia 318 habitants.

## Demografia

### Població
El 2007 la població de fet de Gamaches-en-Vexin era de 318 persones. Hi havia 112 famílies, de les quals 28 eren unipersonals (16 homes vivint sols i 12 dones vivint soles), 28 parelles sense fills i 56 parelles amb fills.
La població ha evolucionat segons el següent gràfic:
Habitants censats

### Habitatges
El 2007 hi havia 139 habitatges, 119 eren l'habitatge principal de la família, 16 eren segones residències i 4 estaven desocupats. 135 eren cases i 2 eren apartaments. Dels 119 habitatges principals, 94 estaven ocupats pels seus propietaris, 21 estaven llogats i ocupats pels llogaters i 4 estaven cedits a títol gratuït; 10 tenien dues cambres, 18 en tenien tres, 30 en tenien quatre i 61 en tenien cinc o més. 84 habitatges disposaven pel capbaix d'una plaça de pàrquing. A 42 habitatges hi havia un automòbil i a 63 n'hi havia dos o més.

### Piràmide de població
La piràmide de població per edats i sexe el 2009 era:
| Homes | Edats   | Dones |
| ----- | ------- | ----- |
| 0     | 95 o +  | 0     |
| 4     | 90 a 94 | 0     |
| 0     | 85 a 89 | 8     |
| 4     | 80 a 84 | 4     |
| 0     | 75 a 79 | 4     |
| 0     | 70 a 74 | 4     |
| 4     | 65 a 69 | 12    |
| 12    | 60 a 64 | 4     |
| 8     | 55 a 59 | 4     |
| 4     | 50 a 54 | 4     |
| 24    | 45 a 49 | 0     |
| 12    | 40 a 44 | 20    |
| 12    | 35 a 39 | 0     |
| 20    | 30 a 34 | 20    |
| 0     | 25 a 29 | 8     |
| 16    | 20 a 24 | 0     |
| 4     | 15 a 19 | 12    |
| 16    | 10 a 14 | 8     |
| 20    | 5 a 9   | 12    |
| 4     | 0 a 4   | 12    |

## Economia
El 2007 la població en edat de treballar era de 210 persones, 150 eren actives i 60 eren inactives. De les 150 persones actives 143 estaven ocupades (83 homes i 60 dones) i 7 estaven aturades (3 homes i 4 dones). De les 60 persones inactives 14 estaven jubilades, 22 estaven estudiant i 24 estaven classificades com a «altres inactius».

### Ingressos
El 2009 a Gamaches-en-Vexin hi havia 120 unitats fiscals que integraven 331 persones, la mediana anual d'ingressos fiscals per persona era de 20.102 €.

### Activitats econòmiques
Dels 11 establiments que hi havia el 2007, 5 eren d'empreses de construcció, 1 d'una empresa de comerç i reparació d'automòbils, 2 d'empreses immobiliàries i 3 d'empreses de serveis.
Dels 3 establiments de servei als particulars que hi havia el 2009, 1 era un paleta, 1 guixaire pintor i 1 fusteria.
L'any 2000 a Gamaches-en-Vexin hi havia 7 explotacions agrícoles.

## Equipaments sanitaris i escolars
El 2009 hi havia una escola elemental integrada dins d'un grup escolar amb les comunes properes formant una escola dispersa.

## Poblacions més properes
El següent diagrama mostra les poblacions més properes.